# IC 3525
IC 3525 је елиптична галаксија у сазвјежђу Дјевица која се налази на листи објеката дубоког неба у Индекс каталогу.
Деклинација објекта је + 10° 10' 32" а ректасцензија 12h 34m 46,4s. Привидна величина (магнитуда) објекта IC 3525 износи 16,0 а фотографска магнитуда 17,0.